# Museo del tesoro del tempio dell'Incoronata
Il Museo del tesoro del Tempio dell'Incoronata di Lodi è una raccolta di oggetti liturgici legati alla storia del Tempio Civico della Beata Vergine Incoronata.
L'esposizione, inaugurata nel 1988 in occasione del 500º anniversario dell'edificazione del Tempio, è costituita da reliquiari, ostensori, candelabri, turiboli, calici, manoscritti religiosi e paramenti liturgici.
Il museo ha sede in tre stanze sotterranee di differenti dimensioni, un tempo appartenenti alle case di contrada Lomellini (l'attuale via Incoronata) che vennero abbattute nel XV secolo per fare posto all'edificio sacro. L'origine domestica dei locali è testimoniata dalla presenza di un pozzo tuttora funzionante e di alcuni scivoli adibiti allo scarico del legname.

## Opere principali
Tra le opere più rilevanti vi sono:
- un calice e un turibolo del Seicento;

- una pisside da viatico e un calice risalenti al Settecento;

- un ostensorio ottocentesco realizzato da Luigi Caber.